# Biotusz
Biotusze to materiały stosowane do biodruku 3D. Najczęściej biotusz składa się z żywych komórek oraz nośnika zapewniającego im środowisko i ochronę w trakcie procesu drukowania. Aktualnie najbardziej popularnymi biotuszami są alginiany, metakrylany żelatyny oraz lamininy. Innymi popularnymi składnikami biotuszy są: nanofibrylowana celuloza, kolagen, chitozan, guma ksantanowa, fibrynogen.